# Liharda Kamenska
Liharda Kamenska (nemško Hildegard von Stein), koroška plemkinja in  svetnica, * okoli 910, † 5. februar, verjetno leta 985 ali pozneje, Kamen v Podjuni. Po Slomšku je živela nad 100 let, v Kamnu v Podjuni. Je zgodovinska osebnost, ki verjetno izvira iz iste rodbine kot sveta Ema Krška. Kot dobrodelna mila mati Slovencev in kot Slovenka je bila sprejeta kot svetnica in z njo je povezana ljudska šega metanja štručejev oziroma kržejev.
Njen sin, sveti Albin, je bil zadnji škof v Sebnu in prvi škof v Briksnu na Južnem Tirolskem.

## Zgodovina
Liharda Kamenska je bila hčerka Ariba iz Leobna iz bogate bavarske rodbine Aribonov. 
Ni mogoče natančneje ugotoviti, ali in kako je bila v sorodu s sveto Emo Krško. Znano je le, da sta obe svetnici živeli v približno isti dobi in da sta bili obe bogati; vendar je Liharda doživela višjo starost. 
Liharda je bila poročena z Albuinom, imenovanem tudi Pavel (vzhodno od  Škarbinje je poznan kot Albuin ali Alboin, zahodno pa kot Pavel); bil je palatinski grof Koroške. Živela je na Gradu Prosnica na Škarbinji  visoko nad Dravo. Od tega gradu ni več sledu.

#### Lihardina družina
Zgodovina poroča, da sta Albuin in Liharda imela pet otrok. 
1. Najstarejši je bil Hartvik (Hartwich), ki je bil rojen okoli 930, in je bil – kot njegov oče – palatin v Karantaniji.
2. Drugi sin je bil Aribo  (ali Aripo), ki se je rodil okoli 935 in je bil mejni grof v Podjuni in ob Dravi.
3. Tretji sin – sveti Albin – je bil rojen okrog 945 in je bil zadnji škof v Sebnu ter prvi škof v Briksnu.
4. Starejša hčerka Gepa (oziroma Geupa) je bila poročena s plemičem Pezilijem (oziroma Pezzilinom),
5. mlajša sestra pa je bila Vezela (ali Wezala). [3] [4]

Po smrti svojega moža Albuina je podarila Liharda sinu diakonu Albinu, kasnejšemu  briksenškemu škofu, okoli leta 975 posestvo na Kamnu v Podjuni z osmimi slovenskimi hubami (tj. kmetijami).  
Relikvije svete Liharde so deloma v Lihardinem oltarju v Cerkvi svetega Lovrenca na Kamnu v Podjuni, deloma v Samostanu klaris v Gradcu, kamor so jih preneseli v 19. stoletju.

## Legende
O Lihardini hudi usodi in družinskem nasilju obstaja več legend, ki so objavljene v različnih knjigah, različnih zbirkah in različnih časih. V njih je prikazano njeno sveto in dobrodelno življenje, pa tudi nevoščljivo, maščevalno in hudobno življenje ter izživljanje njenih najbližjih. V usodnem trenutku nastopi Božje posredovanje, ki reši nedolžno žrtev pred smrtjo, kar spodbudi ljubosumnega moža h katarzi - očiščenju po hudem kesanju in dolgoletni pokori.
Ena od legend se nanaša na njeno mučeništvu zaradi moža, ki je bil nanjo - po natolcevanju okolice - tako ljubosumen, da jo je vrgel z grajskega okna v prepad. Angel pa jo je rešil in jo odnesel na njen Grad Kamen v Podjuni. Mož je za svoje nepremišljeno dejanje delal hudo in dolgo pokoro. 

## Ocena

### Inkulturacija in slovenskazgodovina
Češčenje svete Liharde Kamenske je po Schnablovem mnenju šolski primer za številne postopne procese inkulturacije. V njem morebiti najdemo elemente češčenja Svete Agate iz Katanije na Siciliji, ki je menda prevzela oziroma »inkulturirala« grško-rimski boginji Ceres in Demeter. Po drugi strani pa se v češčenju svete Liharde najdejo tudi prvine slovanskega poganskega pomladanskega kulta ter končno krščansko-katoliške tradicije.
Češčenje je tesno povezano s slovensko zgodovino: slovenščini je pripadala vloga kulturnega posredovalca, ker je bila jezik domačinov oziroma lokalnega avtohtonega prebivalstva Podjune na strnjenem ozemlju južno od Drave. Šele v desetletjih po drugi svetovni vojni se je pod ponemčevalnimi pritiski znatno spremenila jezikovna slika domačinov, četudi je do danes župnija ostala dvojezična.
Do danes je ohranjena Lihardina ljudska pesem. Lihardina šega ima več pristnih slovenskih imen: 
1. Lihardini kržeji,
2. Lihardini štruceji,
3. Agatini kržeji.[8]

Za prenašanje znanje o Lihardi in njenega izročila na Slovenskem je pomembno delo lavantinskega škofa blaženega Slomška, ki je zapisal legendo o sveti Lihardi Kamenski v Drobtinicah za novo leto 1855.
Oltar svete Liharde v župnijski cerkvi na Kamnu ima slovenski napis v čast svete Liharde: Sveta Lihard, prosi za nas!
Metanje štručejev ali kržejev je šega, ki jo obnavljajo izpred župnijske cerkve vsako leto na prvo nedeljo v februarju in je povezana z njeno dobrodelnostjo in sočutjem do revežev. Na to slovesnost pridejo velike množice iz bližnje in daljnje okolice - kar je skromen spomin na nekdanje mogočne pogostitve revežev, ki so se plačevale iz Lihardine zapuščine.

### Lihardino svetništvo
Lihardo je ljudstvo častilo kot svetnico že po smrti. Po splošnem mnenju je bila razglašena za svetnico še pred letom 1171, ko si je papež pridržal pravico razglasitve svetniškega kandidata za svetnika. Razglasitev je tako najverjetneje opravil domači škof, čeprav danes ne obstaja o tem nobena ohranjena listina, česar ni niti za druge bolj znane svetnike. 
Arheologa in znanstvenika Glaser in Nikolasch menita, v zvezi s češčenjem Domicijana Koroškega in srednjeveških - med njimi tudi koroško-slovenskih svetnikov, da jim pripadajo tiste stopnje češčenja, ki so jih dosegli v svojem času.
Upravičenost svetniškega naziva – tudi v smislu kanoničnega papeškega priznanja – je podana v dejstvu, da sega v čase pred papežem Aleksandrom III. (1159-1181), ki si je 1171 pridržal pravico do postopka za poblaženje (beatifikacijo) in posvečenje (kanonizacijo). Potemtakem češčenje teh starodavnih svetnikov kake nove papeške potrditve pravzaprav niti ne potrebuje; ker je Lihardo v tistem času, ko posebna potrditev še ni bila potrebna, ljudstvo častilo kot svetnico, ji pripada tudi danes častni naziv "sveti". Podobno je izpričano starodavno češčenje tudi za njenega sina - briksenškega škofa Albina
Češčenje svete Liharde omenjajo tudi nekateri vidnejši življenjepisi svetnikov.
Tako zgodovinar Dedek  omenja v svojem Življenju svetnikov za dan 5. februarja naslednje:  
| Madžarski izvirnik | Slovenski prevod |
| --- | --- |
| E napon ünneplik meg Európában: Sz. Domitiánt, Karinthia herczegét és nejét Máriát, meg sz. Hildegardis Agatha őrgrófnőt, † 1024 Karinthiában. | Tega dne slavijo v Evropi : Svetega Domicijana, koroškega vojvoda in njegovo ženo Marijo, ter sveto Hildegardo Agato mejno grofico, † 1024 na Koroškem. |

Tudi spletna stran Saints priznava Lihardi svetniški naslov, ko pravi, da 5. februarja goduje:
| Angleški izvirnik                                          | Slovenski prevod                                                  |
| ---------------------------------------------------------- | ----------------------------------------------------------------- |
| Saint Agatha Hildegard of Carinthia, also known as Liharda | Sveta Agata Hildegarda s Koroškega, ki je znana tudi kot Liharda. |

## Slikovna zbirka
- Lihardino Malo znamenje
- Notranjost Lihardinega Malega znamenja
- Dobrosrčna Liharda - Mila mati Slovencev
- „Veliko Lihardino znamenje“ na Kamnu
- metanje kržejev na god svete Liharde na Kamnu
- Vasica, križev pot in cerkev
- Postaje križev pot in cerkev
- V župnijski Cerkvi svetega Lovrenca so njene relikvije
- Poleg cerkve je okroglina-kostnica
- Na pokopališču je stara lesena cerkev pokrita s skodlami
- Pogled od cerkve na vasico Kamen
- Pogled na vas Kamen
- Pogled prek Drave na Tinje
- Pogled prek Kamna na Tinje in Dom duhovnih vaj Sodalitas